# Phurbu T. Namgyal
Phurbu T. Namgyal, aussi appelé Phurbu Tsering Namgyal tibétain : ཕུར༌བུ༌ཚེ་རིང་རྣམ་རྒྱལ།, Wylie : phur bu tshe ring rnam rgyal, né à Bylakuppe en Inde et résidant à Minneapolis dans le Minnesota, est un musicien, chanteur et compositeur tibétain, considéré comme un des plus connus de la musique pop tibétaine. 

## Biographie
Phurbu T. Namgyal est né à Bylakuppe en Inde, où il a fréquenté l'école des Villages d'enfants tibétains jusqu'en 1994. Il s'est installé en Amérique en 1996 et vit actuellement à Minneapolis dans le Minnesota où il participa au Dharma Entertainment Concert le 29 août 2015. Musicien et compositeur autodidacte, ses albums comprennent des chansons originales en tibétain chantées par lui. Son album "With You" a reçu le Best Tibetan Music Album de l'année 2005. Il a également été élu meilleur interprète tibétain de l'année 2007.
En 2013, il crée le projet OM Charity pour apporter une aide médicale à des Tibétains pauvres et âgés en Inde et au Népal,. 
En 2015, pour sensibiliser les Tibétains dans le monde sur la prévention de l'infection par le VIH, Phurbu T. Namgyal a fait don de sa voix et son image à la prochaine version en langue tibétaine des animations de TeachAIDS (en).
En 2020, il dévoile une maladie rénale qui le contraint à rechercher un donneur compatible.